# Carcharhinus galapagensis
Carcharhinus galapagensis és una espècie de peix de la família dels carcarínids i de l'ordre dels carcariniformes.

## Morfologia
Els mascles poden assolir els 370 cm de longitud total.

## Distribució geogràfica
Es troba a l'Atlàntic Oriental, a l'oest de l'Índic i al Pacífic (incloent-hi les Illes Galápagos).